# レデネ
レデネ （Rédené、ブルトン語:Redene）は、フランス、ブルターニュ地域圏、フィニステール県のコミューン。

## 地理
エレ川左岸に位置し、北はアルザノとトレメヴェン、西はカンペルレ、南はギデル、東はポン＝スコルフと接している。町をスコルフ川の支流、ル・スカーヴ川が横切る。
海洋性気候のレデネは、冬は穏やかで夏は比較的過ごしやすい。冬には霜が降りることが数日あるが、夏には気温が30℃を超えることはまれである。年平均降水量は豊かで、12月と1月が最も降水量が多い。海に近接しているため、年間日照時間は1870時間である。

## 歴史

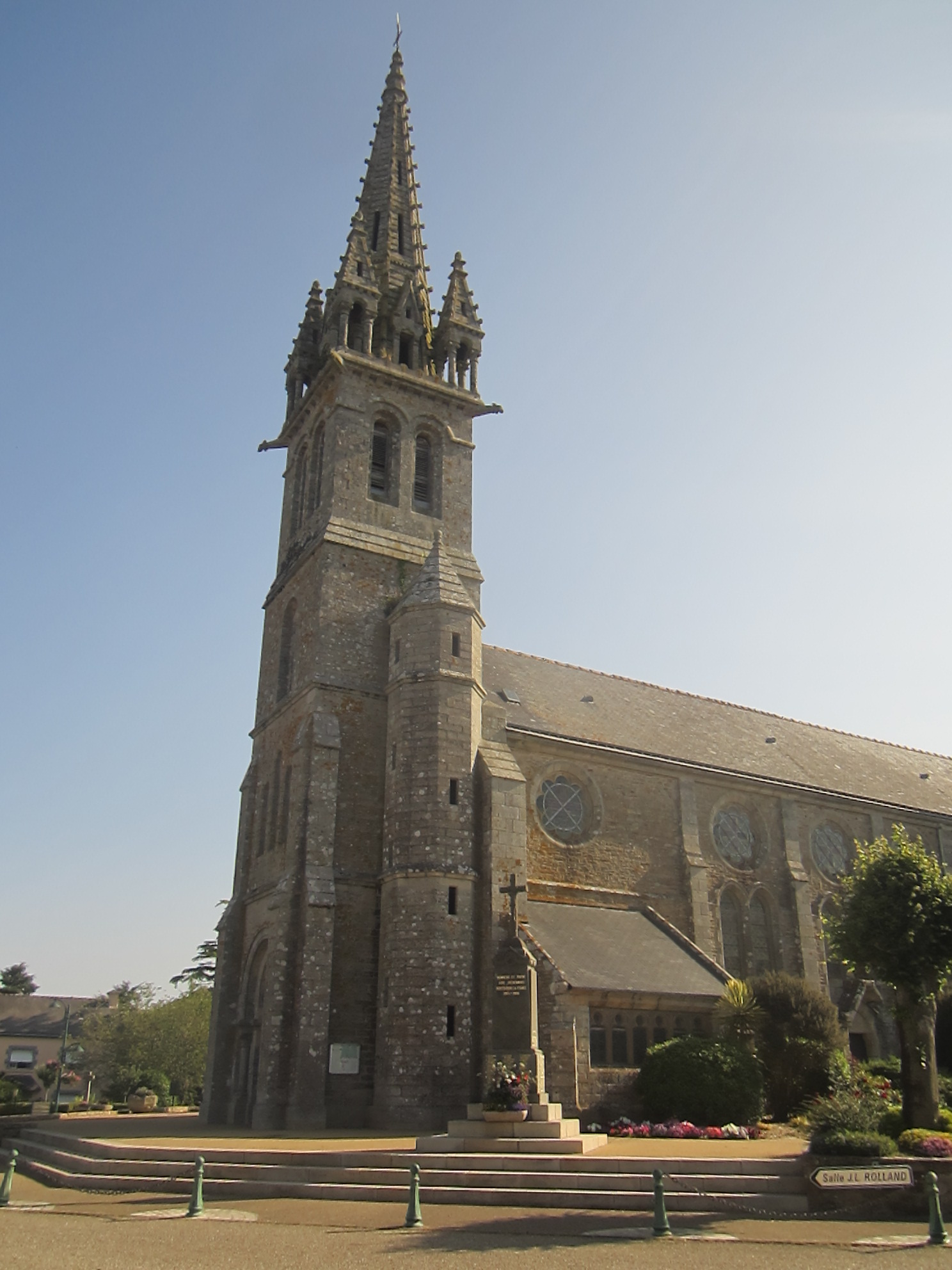
ノートルダム・ド・ロレット教会

巨石記念物の存在は、紀元前3000年前からのロリアンでの人の定住を証明するものである。ローマ時代の街道の遺跡は、ガロ・ローマ時代の定住地があったことを表している。
11世紀以来、レデネはキリスト教の教区として認められており、重要なケメネ・エボエ領の支配下にあった。教区は13世紀に削除され、ラ・ロッシュ・モワザン教区の一部となった。1342年7月、ジャンヌ・ド・フランドル（ジャン・ド・モンフォールの妻）が指揮するモンフォール派兵士たちが、フランス軍に属するロスカケンの傭兵たちをレデネで退けた。
1790年、旧ヴァンヌテ地方に属する教区は全てフィニステール県に含まれることになった。1791年8月、レデネの面積からサン・ダヴィド小教区が切り離され、カンペルレに併合された。人口はその後半減した。同じ年のうちに、教会は教区教会としての地位を失い、その後カンペルレの教会に依存することになった。レデネは主として反革命派に属した。
経済は長い期間、農村のままであった。19世紀の間、人口は徐々に増加した。第一次世界大戦は、農村からの人口流出で顕著となっていた人口減少をさらに増幅させた。その後、1960年代の産業近代化によって人口減少の傾向が逆転し、新住民が定住した。レデネはフィニステール県南部から人口を集めている。

## 由来
レデネという名称の由来ははっきりしない。これはブルトン語のraden（シダを意味する）または、ケルト語のred（浅瀬を意味する）からきているとされている。1066年から1081年にかけてはRedene、1382年にはRedenne、1793年と1801年にはRedenéと記されていた。
公式のつづりがRédenéであることに注意しなければならないが、地元住民そして他の多くの情報源（道路標識など）においては、Rédénéとコミューンの名をつづることに慣れている。

## 人口統計
| 1962年 | 1968年 | 1975年 | 1982年 | 1990年 | 1999年 | 2006年 | 2010年 |
| ------ | ------ | ------ | ------ | ------ | ------ | ------ | ------ |
| 1034   | 1053   | 1759   | 2112   | 2383   | 2313   | 2637   | 2849   |

参照元:1999年までEHESS、2000年以降INSEE

レデネの人口増減グラフ